# Winners of the West
Winners of the West é um seriado estadunidense de 1921, do gênero faroeste, dirigido por Edward Laemmle e estrelado por Art Acord e Myrtle Lind. 
Produzido em 18 capítulos, o seriado foi distribuído pela Universal Pictures e veiculou nos cinemas estadunidenses entre 26 de setembro de 1921 e 23 de janeiro de 1922.[carece de fontes?]
Este seriado é considerado perdido.

## Sinopse
Relata a a expedição do capitão John C. Fremont, em 1849, para os campos do ouro da Califórnia.

## Elenco

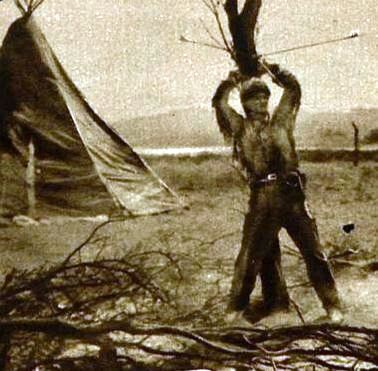
Cenas do seriado Winners of the West (1921)

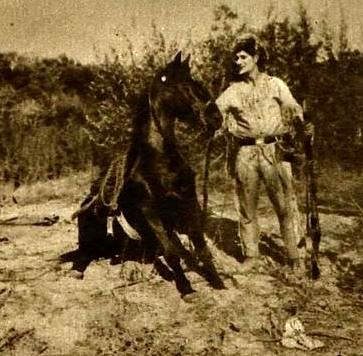
Cenas do seriado Winners of the West (1921)

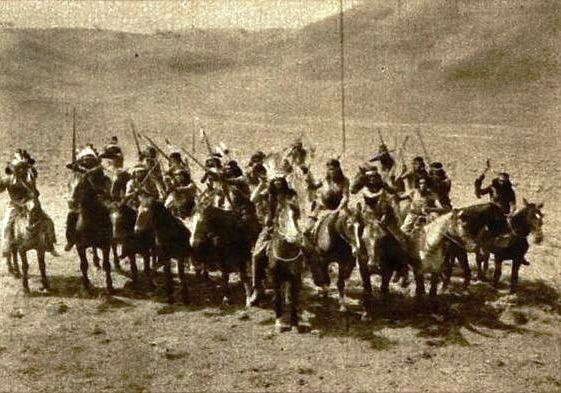
Cenas do seriado Winners of the West (1921)

- Art Acord … Arthur Standish / “Misterioso espanhol”
- Myrtle Lind … Betty Edwards
- Burton Law … John C. Fremont (creditado Burton C. Law)
- J. Herbert Frank … Squire Blair (creditado Bert Frank)
- Burton S. Wilson … Dr. Edwards (creditado Burt Wilson)
- Jim Corey … Godney
- Scott Pembroke … Louis Blair (creditado Percy Pembroke)
- Bob Kortman … Guerreiro Sioux (não-creditado)
- ZaSu Pitts

## Capítulos
1. Power of Gold
2. Blazing Arrow
3. Perils of the Plains
4. The Flame of Hate
5. The Fight for a Fortune
6. Buried Alive
7. Fires of Fury
8. Pit of Doom
9. Chasm of Peril
10. Sands of Fear
11. Poisoned Pool
12. Duel in the Night
13. Web of Fate
14. Trail of Mystery
15. Unmasked
16. Hidden Gold
17. Cave of Terror
18. The End of the Trail

Fonte: 